# 小行星9714
小行星9714（英語：9714）是一颗围绕太阳公转的小行星。1975年6月1日，天文学家罗伯特·H·麦克诺特在赛丁泉山发现了此天体。
这颗小行星的绝对星等为276.7756069088952等。